# Santuari de Monti-sion de Porreres
El Santuari de Monti-Sion de Porreres és un edifici religiós de Mallorca situat dalt del puig del mateix nom, a 250 m, dins el terme de Porreres. Entre el segle xvi i el segle xix acollí una escola de gramàtica.
El recinte el conforma un claustre, un menjador, una aula de gramàtica i una església, que conté la imatge de marbre de la Mare de Déu de Monti-Sion.

## Història
Les primeres referències d'una església a la contrada del Puig de Monti-Sion són del segle xv: el 1498 hi ha notícia d'un oratori dedicat a Nostra Senyora de Monti-Sion. Del mateix segle eren els set pilars de pedra al llarg de la carretera que representaven els set goigs a una cara i els set dolors a l'altra; d'aquestes construccions actualment en resten cinc, en un estat deteriorat.
El 1530 els jurats de Porreres decretaren la creació d'un col·legi regit per clergues al puig de Monti-Sion on s'impartissin classes de gramàtica per ingressar a la Universitat Literària. Dins la primera meitat del segle xviii s'hi feren reformes per ampliar el recinte, que anys més tard, el 1835, fou clausurat a conseqüència de les modificacions que es feren en l'ensenyament superior, que substituïen les escoles de gramàtica per instituts moderns. Entre 1850 i 1855 s'hi establí una comunitat de missioners, i el 1858, a causa de la desamortització de Mendizábal, l'estat va vendre les 53 quarterades de les terres comunals que envoltaven el santuari. L'edifici entrà en estat de degradació, però fou restaurat el 1892.
El 14 de gener de 1954, el poble de Porreres construí, en un sol dia, el nou traçat de la carretera fins al cim. Modernament, les graveres d'àrids han impactat fortament els seus voltants.

## Celebracions
El poble de Porreres hi celebr un pancaritat el Diumenge de l'Àngel amb una missa, concert de la Filharmònica Porrerenca i ball de bot de les agrupacions folklòriques del poble, i paradetes de llibres en català per part de l'Agrupació Cultural de Porreres.